# Bacilli
Bacilli su razred bakterija, koji sadrži dva reda: Bacillales i Lactobacillales.